# Ещеулов
Ещеулов — хутор в Усть-Донецком районе Ростовской области. Входит в состав Крымского сельского поселения.

## География

### Улицы
| - ул. Ватутина, - ул. Гагарина, - ул. Железнодорожная, - ул. Казахстанская, - ул. Калинина, - ул. Кольцова, | - ул. Комарова, - ул. Ленина, - ул. Маяковского, - ул. Мичурина, - ул. Садовая, - ул. Советская, | - ул. Степная, - ул. Суворова, - ул. Терешковой, - ул. Титова, - пер. Сквозной. |

## История
В Области Войска Донского хутор входил в Кочетовский юрт станицы Кочетовская. На хуторе в 1916 году была построена Покровская церковь, первым священником которой был Ковалев Петр Степанович.

## Население
| 2010 |
| ---- |
| 386  |

## Известные уроженцы
- Черноус, Павел Васильевич (1909—1980) — советский военачальник, гвардии генерал-майор.